# Moscazzano
Moscazzano (Muscasà in dialetto cremasco) è un comune italiano di 695 abitanti della provincia di Cremona, in Lombardia.

## Storia
L'origine dell'abitato risale all'epoca tardoantica, quando esisteva ancora il grande lago palustre chiamato Gerundo. Per sfuggire alle violenze e ai pericoli causati dalla calata dei Longobardi in Italia nel 568, molte persone dei territori vicini si radunarono nel luogo dove oggi sorge Crema; posizione ritenuta sicura poiché circondata a nord dal lago e a sud da zone paludose create dai fiumi Adda e Serio. Al centro di questa zona d’acqua sorgeva, appunto, un ampio tratto di terreno asciutto chiamato Insula Fulcheria, dal nome Fulkar, un comandante delle truppe bizantine che qui si era accampato in precedenza. Sia la ricostruzione etimologica che le prime forme di religione organizzata nel luogo fanno quindi propendere per collocare l’origine del paese tra il VI e il VIII secolo.
Dopo il dominio longobardo tutto il territorio cremasco confluì nel Sacro Romano Impero e da questo controllato attraverso i grandi feudatari come la famiglia dei Gisalbertini, che fu a lungo investita della Contea di Bergamo, di cui tutto il territorio di Crema faceva parte. Sotto il regno di Enrico III l’Insula Fulcheria formò parte dei vasti domini del marchese Bonifacio di Canossa, alla sua morte l’imperatore tedesco ne fece donazione al Vescovo di Cremona. I diritti feudali sull’Insula Fulcheria furono però oggetto di aspre contese tra il Vescovo di Cremona e gli eredi di Bonifacio di Toscana, la cui figlia Matilde di Canossa riuscì di fatto a mantenere il controllo di gran parte dell’Insula fino al 1098 quando lo cedette definitivamente a Cremona. Moscazzano dunque seguì per tutto il Medioevo le sorti della vicina Crema, finendo dal 1449 sotto il dominio veneziano. Alla metà del Cinquecento il territorio di Moscazzano assunse una ripartizione che rimarrà invariata fino al Settecento. Nel maggio 1527 i Lanzichenecchi, di ritorno dal sacco di Roma, invasero e saccheggiarono Moscazzano ed altri villaggi di confine tra lo Stato Veneto ed il Ducato di Milano.
Nel 1678 scoppiò a Moscazzano un'epidemia che provocò la morte di numerosi bambini. La tradizione vuole che essi siano stati sepolti dove sorge la "Cappella dei Murtì", ed infatti negli anni Venti del Novecento durante alcuni scavi intorno alla cappelletta furono trovati molti piccoli resti umani che oggi sono custoditi nel cimitero comunale.
Dal punto di vista amministrativo Moscazzano era già allora un Comune come riconosciuto dalle autorità venete. Con la caduta della Repubblica di Venezia il 12 maggio 1797 il Cremasco passò ufficialmente sotto il controllo francese. Proclamata la Repubblica di Crema entrarono a far parte del Comitato di Difesa Generale due moscazzanesi: i cittadini Fortunato Gambazzocca ed Agostino Benvenuti. Napoleone Bonaparte nominò poi Gambazzocca membro del Corpo Legislativo della Repubblica Cisalpina. Con la caduta dell'Impero francese, le truppe austriache entrarono a Crema il 20 aprile 1814. Crema e Moscazzano entrarono a far parte del nuovo Regno Lombardo-Veneto con i distretti VIII e IX della provincia di Lodi e Crema, con la soppressione dell'autonomia comunale moscazzanese. 
In seguito all’Unità d’Italia riprese la vita amministrativa locale e il Comune di Moscazzano venne nuovamente costituito nel 1866: primo sindaco fu il conte e avvocato Paolo Marazzi. Il paese fu inserito nel mandamento I del circondario di Crema, in provincia di Cremona, poi soppresso nel 1926 e annesso al circondario di Cremona. Nel 1927 tutti i circondari vennero aboliti nell'ambito di una riorganizzazione degli enti locali sotto il fascismo e Moscazzano rimase con Crema nella provincia di Cremona. 
Al referendum istituzionale del 1946 270 elettori moscazzanesi (51,4%) votarono per il mantenimento della monarchia sabauda e 255 (48,5%) per la Repubblica.

### Simboli
Il comune di Moscazzano ha uno stemma e un gonfalone concessi con DPR del 29 marzo 1962.
Stemma
Il castello del primo campo vuole ricordare l'antica torre di controllo presso l'Adda, sul confine del territorio di Crema in epoca romana, poi sostituita da un piccolo fortilizio nel Medioevo e sede del signore di Moscazzano; oggi nello stesso luogo sorge la Villa Albergoni. Nel secondo campo è riportata l'arme gentilizia dei Griffoni di Sant'Angelo, che furono gli ultimi feudatari del paese e proprietari di villa Albergoni (dal 1776 al 1860).
Gonfalone

## Monumenti e luoghi d'interesse

### Architetture religiose
- La chiesa parrocchiale di san Pietro Apostolo fu costruita tra il 1797 ed il 1801 in uno stile che volge già al neoclassico; conserva all'interno numerose tele, alcune delle quali di Mauro Picenardi. La calotta fu affrescata da Angelo Bacchetta.
- L'oratorio di San Carlo Borromeo presso le cascine Colombare, costruito alla fine degli anni '50 e successivamente dotato di una sagrestia. In precedenza esisteva una cappella probabilmente del sedicesimo secolo, situata alla fine del vicolo , fra l’albergo e il ristorante.
- L'oratorio di san Donato, presso l'omonimo gruppo di cascina, già esistente nel XVI secolo ma ricostruito nel 1708.
- Santuario della Madonna dei Prati, luogo di culto di origini incerte, probabilmente anteriori al 1483.

### Architetture civili
- Palazzo Marazzi, dimora di campagna probabilmente già esistente nel 1650, ma l'aspetto attuale deriva du una trasformazione attuata nel XVIII secolo.
- Palazzo Albergoni, sontuosa villa in stile rinascimentale (con modifiche successive) sorta ai margini del terrazzo morfologico che digrada verso la piana dell'Adda e inserita in un vasto parco. Vi si sono svolte molte scene del film di Luca Guadagnino: Chiamami col tuo nome.
- Palazzo Groppelli, villa di stile tardo neoclassico posta ai margini di un parco all'inglese.

## Società

### Evoluzione demografica
Abitanti censiti

### Etnie e minoranze straniere
Al 31 dicembre 2020 i cittadini stranieri sono 37.

## Infrastrutture e trasporti

### Strade
Il territorio è attraversato da una sola strada provinciale, la CR SP 5  Montodine-Casaletto Ceredano

## Amministrazione
Elenco dei sindaci dal 1985 ad oggi.
| Periodo | Periodo   | Primo cittadino   | Partito              | Carica  | Note |
| ------- | --------- | ----------------- | -------------------- | ------- | ---- |
| 1985    | 1990      | Agostino Savoldi  | Democrazia Cristiana | sindaco |      |
| 1990    | 1995      | Pietro Bertesago  | Democrazia Cristiana | sindaco |      |
| 1995    | 1999      | Pietro Bertesago  | centro               | sindaco |      |
| 1999    | 2004      | Lodovico Marazzi  | centro               | sindaco |      |
| 2004    | 2009      | Giuseppe Brambini | centro               | sindaco |      |
| 2009    | 2014      | Giuseppe Brambini | lista civica         | sindaco |      |
| 2014    | 2019      | Gianluca Savoldi  | lista civica         | sindaco |      |
| 2019    | 2024      | Gianluca Savoldi  | lista civica         | sindaco |      |
| 2024    | in carica | Aldo Bellandi     | lista civica         | sindaco |      |

### Altre informazioni amministrative
Dal 2003 al 2012 il comune di Moscazzano ha fatto parte dell'Unione del Gerundo.

### Gemellaggi
- Aiserey[senza fonte]

## Galleria d'immagini

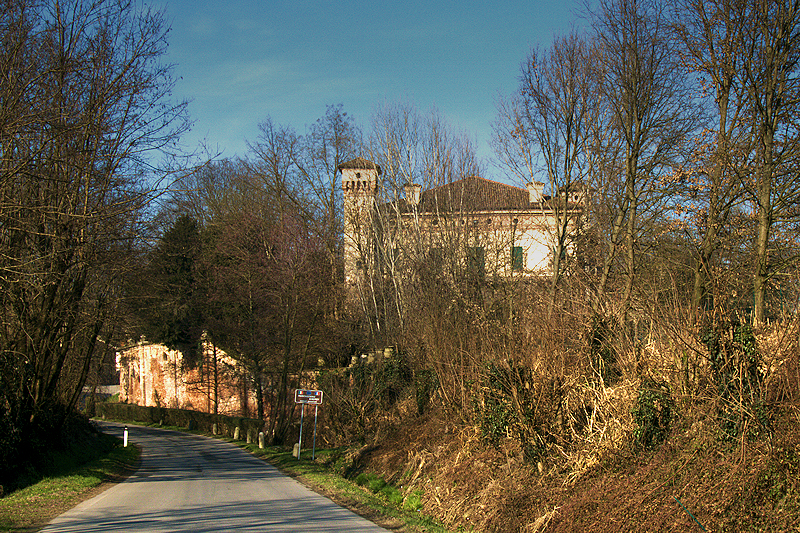
Villa Albergoni
Santuario della Madonna dei Prati
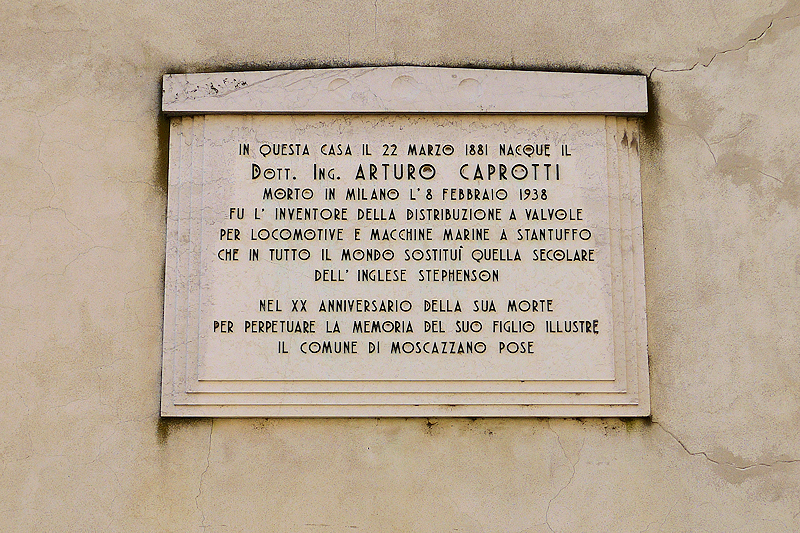
Targa sulla casa natale di Arturo Caprotti